# Sebastian Butz
Sebastian Butz (* 1988) ist ein deutscher Sozialpsychologe und ehemaliger Schauspieler.

## Leben
Sebastian Butz begann eine Schauspielkarriere im Alter von 11 Jahren. Er spielte u. a. in dem Film „Die fetten Jahre sind vorbei“, die erste deutschsprachige Produktion seit 1993, die beim Filmfestival in Cannes am Wettbewerb um die Goldene Palme teilnahm. Der Film wurde außerdem mit dem bayerischen Filmförderpreis und dem Deutschen Filmpreis in Silber ausgezeichnet.
Netto, das Spielfilmdebüt von Robert Thalheim, in dem Sebastian Butz neben Milan Peschel die Hauptrolle spielt, wurde von den Kritikern gefeiert. Der Film gewann beim Filmfestival Max Ophüls Preis in Saarbrücken den „Förderpreis Langfilm“. Bei der Berlinale 2005 erhielt der Film den deutsch-französischen Preis „Dialogue en perspective“, der für junges deutsches Kino vergeben wird. Netto gewann außerdem den Preis der deutschen Filmkritik 2005 als Bester Erstlingsfilm und den Filmkunstpreis als bester Film beim ersten Festival des deutschen Films in Ludwigshafen.
Nach Ende seiner Schauspielkarriere griff Sebastian Butz 2008 das Studium der Psychologie auf. Seinen Bachelor absolvierte Butz an der Friedrich-Schiller-Universität Jena, bevor er sein Studium 2013 mit einem Master an der Universität Mannheim abschloss. Hier arbeitete er zunächst als wissenschaftlicher Mitarbeiter am Lehrstuhl für Sozialpsychologie bei Dagmar Stahlberg und promovierte an der Sozialwissenschaftlichen Fakultät Mannheim. Im Rahmen der Lehre erhielt Butz im Jahr 2017 das Baden-Württemberg-Zertifikat für Hochschuldidaktik. In seiner Forschung konzentriert er sich vor allem auf die Themenschwerpunkte Self-Compassion und Vorhersage von Lebenszufriedenheit anhand politischer Orientierung.
Neben seiner wissenschaftlichen Arbeit absolviert Sebastian Butz zudem eine Ausbildung zum Psychotherapeuten.

## Filmografie
- 1999: Wege in die Nacht
- 2001: Beim nächsten Coup wird alles anders (TV-Miniserie) – Werner
- 2001: OP ruft Dr. Bruckner – Die besten Ärzte Deutschlands (TV-Serie) – Marek
- 2004: Die fetten Jahre sind vorbei – Sohn
- 2005: Netto – Sebastian Werner
- 2005: Kombat Sechzehn  – Schüler
- 2006: Typisch Sophie (TV-Serie) – Leo Bauer
- 2007: Der Butler und die Prinzessin (TV-Film) – Punk
- 2009: Der letzte Rest (Kurzfilm) – Christian
- 2009: SOKO Leipzig (TV-Serie) – Kai Herbst